# あなただけ今晩は
『あなただけ今晩は』（あなただけこんばんは、Irma la Douce）は、1963年のアメリカ合衆国の映画。
Alexandre Breffort、Marguerite Monnotによる同名ミュージカル（Irma La Douce）を基に、『アパートの鍵貸します』のスタッフ、キャストで作成された作品。

## ストーリー
舞台はパリ中央市場（レ・アール）の側の娼婦街カサノバ通り。警察は賄賂を取って見てみぬふりをして、手入れも形式的でヒモたちから賄賂をもらうのが常態だった。子犬を連れたイルマ・ラ・ドゥース（英語に訳せばIrma the Sweet）も娼婦のひとり。ヒモのヒポリートは腕っ節が強く、イルマにも暴力的。そこへ、正直で仕事に熱心すぎるネスター・パトゥー巡査が赴任してくる。
ネスターは勤務初日に娼婦たちが仕事場にしているホテル・カサノバに独断で手入れを行って多数の娼婦を連行するが、ホテルには上司が客として居合わせていた。クビになったネスターは、ビストロ「口ひげ」での喧嘩でヒポリートをやっつけて、イルマも彼にほれ込んだ。そうして思いがけずイルマのヒモに収まってしまう。ネスターはイルマに娼婦の仕事を続けさせたくないあまり、架空のイギリス富豪の客「X卿」をでっち上げ、自ら扮装して大金500フランを払うことで、彼女が娼婦として客を取らなくてすむように画策する。だが、イルマの稼ぎ以外に収入源の無い彼はビストロのおやじ・ムスターシュに借りた500フランが返せず、イルマに隠れて市場で働く。イルマが眠っている間に抜け出して仕事に行っていることがバレ、浮気と誤解されて、彼女を怒らせてしまう。イルマがX卿に英国に連れていくように迫るにいたって、ネスターはX卿を葬り去ることにしたが、セーヌ川にX卿の服や傘を捨てたところをヒポリートに誤解され、殺人の容疑で15年間の投獄になってしまう。妊娠したイルマは娼婦の仕事を辞め、市場の会計の仕事についてネスターの帰りを待つ。ムスターシュの手引きで脱獄したネスターがイルマに会うと、「女の勘だけどあなたではなく、X卿の子どもだ」といわれる。警察がやってきて、何とか逃亡し、警官たちの目の前でセーヌ川からX卿の扮装で浮上してくることで、何とか警察を煙に巻く。
ネスターとイルマの結婚式の日、教会でイルマは産気づき、女の子を出産する。ネスターはX卿の失踪事件を何としても解明したい上司から、警官に復帰するように求められ、大団円となる。…しかし、ムスターシュは存在するはずのないX卿らしき人物が、最後に悠々と教会から出ていくのを見て、目を白黒させる。すっかりわけの分からなくなったムスターシュは口癖の「これは余談だが」といって映画を締めくくる。

## キャスト
| 役名               | 俳優                         | 日本語吹替                                | 日本語吹替                                   |
| 役名               | 俳優                         | NET版                                     | TBS版                                        |
| ------------------ | ---------------------------- | ----------------------------------------- | -------------------------------------------- |
| ネスター・パトゥー | ジャック・レモン             | 愛川欽也                                  | 愛川欽也                                     |
| 可愛いイルマ       | シャーリー・マクレーン       | 小原乃梨子                                | 小原乃梨子                                   |
| ムスターシュ       | ルー・ジャコビ               | 富田耕生                                  | 富田耕生                                     |
| ヒポリト           | ブルース・ヤーネル           | 小林修                                    | 玄田哲章                                     |
| ルフェブル警部     | ハーシェル・ベルナルディ     | 小林清志                                  | 大宮悌二                                     |
| ロリータ           | ホープ・ホリディ             | 曽我町子                                  | 小宮和枝                                     |
| ジョジョ           | ディッキー・ラーナー         |                                           | 納谷六朗                                     |
| アマゾン・アニー   | ジョアン・ショーリー         |                                           | 高島雅羅                                     |
| キキ               | グレース・リー・ホイットニー |                                           | 横尾まり                                     |
| シュゼット・ウォン | トゥラ・サターナ             |                                           | 尾崎桂子                                     |
| カルメン           | シェリル・ドーヴィル         |                                           | 向殿あさみ                                   |
| ナレーション       | ルイ・ジュールダン           | 三遊亭圓楽                                | 永井一郎                                     |
| 不明 その他        |                              | 三遊亭志ん駒 平井道子                     | 片岡富枝 村越伊知郎 北村弘一 小室正幸 谷口節 |
| 日本語版スタッフ   |                              |                                           |                                              |
| 演出               | 演出                         | 内池望博                                  | 中野寛次                                     |
| 翻訳               | 翻訳                         | 木原たけし                                | 木原たけし                                   |
| 効果               |                              |                                           |                                              |
| 調整               |                              |                                           |                                              |
| 制作               | 制作                         |                                           | 東北新社                                     |
| 解説               | 解説                         | 淀川長治                                  | 関光夫                                       |
| 初回放送           | 初回放送                     | 1972年7月2日 『日曜洋画劇場』 21:00-23:30 | 1983年6月9日 『名作洋画ノーカット10週』      |

Blu-rayにはTBS版の日本語吹替音声を収録。

## 主な受賞歴

### アカデミー賞
受賞
アカデミー音楽賞：アンドレ・プレヴィン
ノミネート
アカデミー主演女優賞：シャーリー・マクレーン
アカデミー撮影賞 (カラー部門)：ジョセフ・ラシェル

### ゴールデングローブ賞
受賞
主演女優賞 (ミュージカル・コメディ部門)：シャーリー・マクレーン
ノミネート
作品賞 (ミュージカル・コメディ部門)
主演男優賞 (ミュージカル・コメディ部門)：ジャック・レモン

## 逸話
当初の企画でワイルダーは、イルマ役にはマリリン・モンローを考えていたが、モンローが不慮の死を遂げてしまい、それは叶わなくなってしまった。ワイルダーは、『お熱いのがお好き』の撮影時におけるトラブルから一時期モンローと決別していたが、『アパートの鍵貸します』の記念披露宴で、和解していた。
三谷幸喜は本作をフェイバリットに挙げている。三谷は、本作が日本では劇場で拍手が起きた（ほどの人気があった）という旨をワイルダー本人に伝えたところ、「日本人は変わっている。私はあの映画は大嫌いだ」と返されたという。